# Jobyna Ralston
Jobyna Ralston (ur. 21 listopada 1899 w South Pittsburg, zm. 22 stycznia 1967 w Los Angeles) – amerykańska aktorka kina niemego.

## Życiorys
Za namową rodziców, w wieku 15 lat wstąpiła do Ned Wayburn's Company, gdzie ćwiczyła taniec. Wkrótce zaczęła występować na Broadwayu. By pomóc chorej matce i zdobyć pieniądze na lekarstwa, zdecydowała się na grę w filmach. W 1923 roku wygrała prestiżową Nagrodę WAMPAS Baby Stars. Niebawem zaczęła grywać role w komediach u boku wielkich gwiazd komediowych (m.in. Harolda Lloyda).
W 1927 roku zagrała w głośnym filmie Skrzydła (Wings) w którym partnerowali jej Clara Bow, Charles Buddy Rogers i Richard Arlen. Był to pierwszy film, który dostał Oscara. Sławę przyniosły jej też takie tytuły jak: Lightning i Pretty Clothes (oba z 1927 roku).
Była zamężna 2-krotnie. Jej drugim mężem był jej partner z filmu Skrzydła Richard Arlen. Małżeństwo nie trwało jednak długo, mimo narodzin syna w 1933 roku. Kiedy zaczęto kręcić filmy dźwiękowe wystąpiła tylko w kilku z nich. Potem odeszła na emeryturę. Przez następne 20 lat ciężko chorowała, głównie na reumatyzm i na raka. Zmarła w wieku 67 lat w Woodland Hills w Kalifornii.

## Wybrana filmografia
- Trzej muszkieterowie (The Three Must-Get-Theres, 1922),
- Ach te dziewczęta (Girl Shy, 1924),
- W gorącej wodzie kąpany (Hot Water, 1924),
- Niech żyje sport! (The Freshman, 1925),
- Braciszek (The Kid Brother, 1927),
- Skrzydła (Wings, 1927),
- Lightning (1927),
- Pretty Clothes (1927).